# Siła i Honor
Siła i Honor je první sólové studiové album polského hudebníka Pawła Kukize, vydané 4. září 2012 společností Sony Music Entertainment Poland. Album dosáhlo na polských grafech číslo 3 (OLiS). Dne 5. prosince 2012 získalo album v Polsku certifikát zlaté desky. Album je věnováno památce brigádního generála Sławomira Petelicka.

## Seznam skladeb
1. „Intro”
2. „Tu moja góra”
3. „Heil Sztajnbach”
4. „17 września”
5. „Obława”
6. „Ratujcie nasze dusze”
7. „Boa”
8. „Old Punk”
9. „Twoje słowo”
10. „Homo Politicus”
11. „Krew”
12. „Koniec końców[5]

## Autor
- Paweł Kukiz - vedoucí zpěv
- Andrzej Adamiak - basová kytara
- Krzysztof Imiołczyk - akordeon (4)
- Roman Kołakowski - umělecký management (6)
- Mateusz Kosman - pomocný zvukový technik
- Marcin Bors - zvukové inženýrství, mixování, mastering
- Rafał Paczkowski - zvukové inženýrství, mixování
- Wojciech Cieślak - kytara
- Leszek Matecki - kytara (5, 8, 12)
- Rafał Paczkowski - klávesnice, programování, hudební produkceJacek Gawłowski - mastering
- Piotr Dziubek - mixování, aranžování, hudební produkce
- Julia Kukiz - obálka
- Paweł Stępień - bicí nástroje
- Filmový harmonický orchestr (6)
- Andrzej Puczyński - výroba nahrávek (4)
- Kapela Grapa

       Tomek Ivanov - housle (2)
       Maciek Płowucha - housle (2)
       Kamil Wojtyła - kontrabas (2)
       Krzysiek Piwowarczyk - viola (2)
       Szymon Jurasz - akordeon (2)